# 梁素梅
梁素梅（Leung So Mui，1932年—1964年1月25日），原名梁綺梅，籍貫廣東省順德縣，粵劇及香港電影女演員。

## 生平
- 自小在廣東省的省會廣州市的粵劇舞臺參演梅香角色，未幾與一後臺職員談戀愛，遭父母反對，17歲時為男友產下第一胎後，在1949年冬季獨自從廣東省的省會廣州市移居香港，參予電影工作。

- 曾與一位已婚警察同居，並誕下一位兒子，離異後，獨自撫養兒子，1955年起繼續參予電影演出及當小型粵劇班的花旦。

- 1960年當二幫花旦到新加坡及馬來西亞演出粵劇，在新加坡邂逅一位出身名門獨子的會計師，遭男方家長反對，她曾在新加坡的俱樂部，以白蘭地混合安眠藥自殺不遂。兩人私奔到日本，回香港後，該新加坡會計師購入九龍尖沙嘴中間道5-6號的遠東大廈給她，就離開返回新加坡。

- 1961年參加「香港美人選舉」，入選「十二金釵」，可惜后冠最後由烏黛明奪得。

- 1962年，自資成立「義興公司」，創業作為《好女嫁得有情郎》，可惜該齣電影叫好[1] 不叫座，上映兩天就被腰斬落畫，損失慘重，除賣掉遠東大廈的住宅外，尚欠下幾位演員的工資及宣傳費。

- 落難後曾與兒子遷居租賃九龍尖沙嘴金巴利道16號的香檳大廈，後又因欠租數月遷出。此時她把兒子送到嶺南中學者附小寄宿，自己則寄住在一位女演員的家，生活非常拮据。

- 一位新加坡富商余先生追求她，曾口頭答應與她結婚，1963年10月，她把兒子接到馬來西亞首都吉隆坡居住。

- 1964年1月25日，與7月17日同月同日林黛亦相繼離開了人世，晚上8時30分在馬來西亞首都吉隆坡的「湖濱公園」的肯尼山豪華公寓裡，被女傭黎婉發現自縊身亡，享齡32歲，她的遺體在1964年1月27日，由一男四女的朋友送殯，安葬在「吉隆坡義山」。[2][3][4]

## 電影
- 《俠盜黑海棠》（處女作，1950年3月）
- 《好女嫁得有情郎》（1962年5月，擔任女主角，飾演模特兒阮小玉）
- 一生參予演出100的多齣電影。

## 外部連結
- 香港電影資料館：梁素梅參演電影的記錄[永久]
- 香港影庫：梁素梅 （页面存档备份，存于）
- 梁素梅穿著旗袍的演出（1:50）
- 電影遺作《好女嫁得有情郎》的演出片段 （页面存档备份，存于）